# بانک‌ها (می‌سی‌سی‌پی)
بانک‌ها (به انگلیسی: Banks) یک منطقهٔ مسکونی در ایالات متحده آمریکا است که در شهرستان تونیکا، میسیسیپی واقع شده‌است.